# Zespoły Usługowo-Wytwórcze ZK ZMW „Agrotechnika”
Zespoły Usługowo-Wytwórcze ZK ZMW „Agrotechnika” – polska spółka zajmująca się handlem artykułami spożywczymi oraz sprzętem komputerowym.
Jadwiga Staniszkis stwierdza, że była to pierwsza duża spółka nomenklaturowa w Polsce. Jej działaczem był m.in. Waldemar Pawlak. Jej ostatnim prezesem, a następnie likwidatorem był Zygfryd Kielarski – jednocześnie pierwszy prezes towarzystwa ubezpieczeniowego Polisa SA.

## Historia
Została założona w 1984 roku przez działaczy Związku Młodzieży Wiejskiej oraz oficerów Wojskowej Akademii Technicznej. Z początku zajmowała się handlem (głównie eksportem) artykułów spożywczych. W 1984 r. zysk Agrotechniki wynosił 3,6 mln zł. W kolejnych latach, korzystając z kredytu Banku Światowego, spółka zaczęła sprowadzać do Polski części komputerowe z zachodu, mimo że kraje zachodnie zrzeszone w organizacji CoCom wprowadziły embargo na sprzęt elektroniczny wysyłany do krajów socjalistycznych. W 1986 roku dzięki eksportowi komputerów (w większości do ZSRR) zysk spółki wyniósł 688 mln zł.
Wokół spółki zrobiło się głośno w połowie 1987 r., kiedy Dziennik Telewizyjny podał, że jej pracownicy zarabiają nawet po kilka milionów złotych miesięcznie (średnia płaca wynosiła wtedy ok. 15 tys.). W spółce przeprowadzono wtedy nadzwyczajną kontrolę NIK.
27 kwietnia 1991 Jan Bury zawarł w imieniu Związku Młodzieży Wiejskiej umowę darowizny z Andrzejem Gąsiorowskim, reprezentującym głośną później spółkę Art-B. Związek oddawał 51 proc. udziałów Agrotechniki w zamian za darowiznę na cele statutowe Związku Młodzieży Wiejskiej. Agrotechnika ostatecznie zbankrutowała w 1992.